# Computació Cognitiva

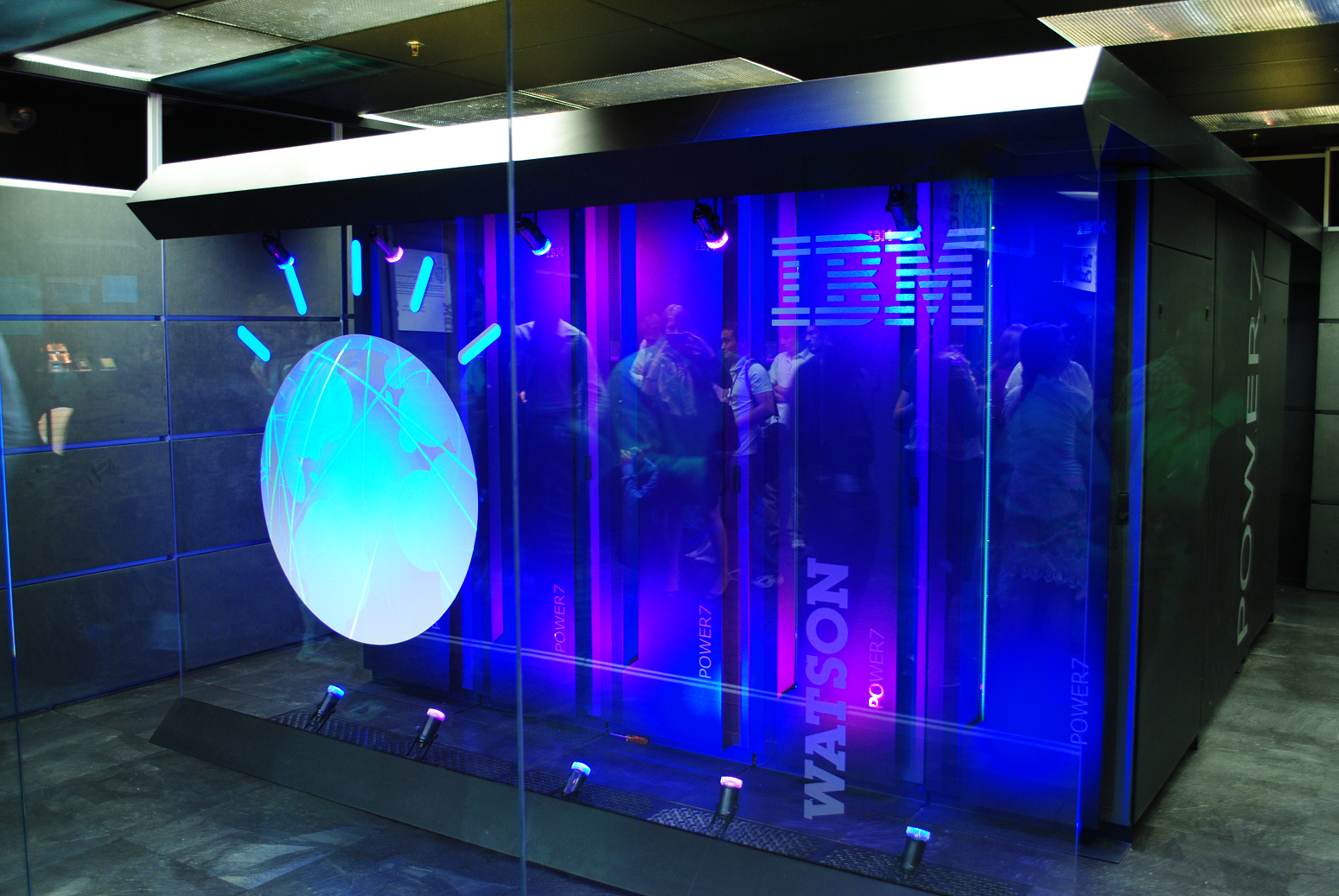
IBM Watson

La Computació cognitiva (de l'anglès Cognitive Coputing) es defineix com una nova classe de problemes de forta ambigüitat i incertesa. Per resoldre els problemes utilitzen grans quantitats de dades (hora, localització, històric de tasques, informació en línia...) i processos d'intel·ligència artificial que doten als ordinadors amb una capacitat d'autoaprenentatge, de síntesi i de raonament equivalent al raonament humà.
- Adaptatius: Aquests sistemes tenen l'habilitat d'adaptar-se a les fonts d'informació desestructurades i en constant canvi. S'ha de treballar amb fonts ambigües. La informació que reben l'han de processar en temps real o bé en una petita fracció de temps.

- Interactius: S'ha de poder comunicar amb l'usuari de manera natural, per tant, cal que aquestes màquines estiguin dotades de la capacitat de traducció del llenguatge natural al llenguatge intel·ligible per les màquines. De la mateixa manera, han de donar la solució en llenguatge natural. Aquest sistemes també han de poder comunicar-se amb altres màquines: serveis al cloud, emmagatzemament de dades...
- Iteratius i amb estat: En cas que les respostes trobades a una qüestió siguin massa ambigües, el sistema ha de seguir buscant informació per minimitzar possibles errors. El sistema també ha de tenir capacitat de memòria, és a dir, els resultats d'una execució poden ser vàlids per futures qüestions.
- Contextuals: Han de tenir la capacitat d'identificar el context en el qual es realitza una pregunta, ja que la solució pot dependre de qui fa la pregunta (perfil de l'usuari), data, hora, localització.[5]

La primera aparició al gran públic d'un ordinador cognitiu va ser al concurs nord-americà Jeopardy!, el qual és un concurs de preguntes i respostes, a l'estil Trivial, amb un ventall molt ampli de temàtiques, des de preguntes d'enginyeria fins a preguntes de cultura popular. El 14 de febrer de l'any 2011, el concurs va comptar amb un convidat especial: un dels concursants Watson, el supercomputador cognitiu d'IBM, mentre que els altres concursants eren els jugadors amb més premis acumulats al concurs.
Durant el programa, el presentador formulava una sèrie de preguntes i, gràcies a la capacitat de processament del llenguatge natural, el supercomputador era capaç de processar cada pregunta, analitzar possibles respostes i, d'entre totes aquestes, escollir una de vàlida. Durant la realització del concurs, el supercomputador no tenia connexió a Internet i va operar de manera autònoma. Prèviament es va enregistrar a la memòria de l'ordinador un total de 15 TB d'informació: enciclopèdies, obres literàries, llibres d'informació general, etc. Finalment, l'ordinador va ésser el guanyador de la nit recaptant un milió de dòlars que van ser donats a projectes de caritat.
El supercomputador WATSON, utilitza la metodologia DeepQA. Aquesta metodologia genera diferents hipòtesis a partir de la pregunta o tòpic introduït per l'usuari. Durant el procés s'utilitza un seguit de tècniques de processament de llenguatge natural i aprenentatge automàtic que permeten decidir una resposta com a vàlida utilitzant perfils d'evidència.